# Archibald Leitch
Pour les articles homonymes, voir Leitch.
Archibald Leitch (Glasgow, 27 avril 1865 – 25 avril 1939) était un architecte écossais surtout connu pour avoir dessiné les plans de nombreux stades de football dans toute la Grande-Bretagne.

## Contributions importantes
Créations ou modifications dues à Archibald Leitch :
- Anfield (Liverpool FC, Liverpool)
- Ayresome Park (Middlesbrough, Middlesbrough)
- Celtic Park (Celtic, Glasgow)
- Craven Cottage (Fulham, Londres)
- The Den (Millwall, Londres)
- The Dell (Southampton, Southampton)
- Fratton Park (Portsmouth, Portsmouth)
- Goodison Park (Everton, Liverpool)
- Hampden Park (Équipe d'Écosse et Queen's Park, Glasgow)
- Highbury (Arsenal, Londres)
- Hillsborough (Sheffield Wednesday, Sheffield)
- Ibrox Stadium (Rangers, Glasgow)
- Leeds Road (Huddersfield Town, Huddersfield)
- Maine Road (Manchester City, Manchester)
- Molineux (Wolverhampton Wanderers, Wolverhampton)
- Old Trafford (Manchester United, Manchester)
- Roker Park (Sunderland AFC, Sunderland)
- Selhurst Park (Crystal Palace, Londres)
- Somerset Park (Ayr United, Ayr)
- Stamford Bridge (Chelsea, Londres)
- Stark's Park (Raith Rovers, Kirkcaldy)
- Tynecastle Stadium (Heart of Midlothian, Édimbourg)
- Villa Park (Aston Villa, Birmingham)
- White Hart Lane (Tottenham Hotspur, Londres)
- Windsor Park (Équipe d'Irlande du Nord et Linfield, Belfast)

## Spécificités de ses ouvrages
Archibald Leitch est notamment connu pour ses terraces, un type de tribunes debout qui ont la spécificité d'être équipées de crushs barriers dont il est l'inventeur. Ces crushs barriers étaient conçues pour éviter les trop grands mouvements dans les tribunes, Leitch étant l'un des premiers architectes de stade à se soucier de la sécurité dans ses stades. Cependant, ces crushs barriers seront mises en cause dans la catastrophe d'Hillsborough en 1989 où l'affluence étant trop élevée, les supporters ayant la respiration bloquée en se pressant sur les barrières. Autre  caractère spécifique de ses constructions, Leitch venant du milieu industriel, les extérieurs de ses stades étaient en brique rouge avec souvent de grandes fenêtres .